# 때까치

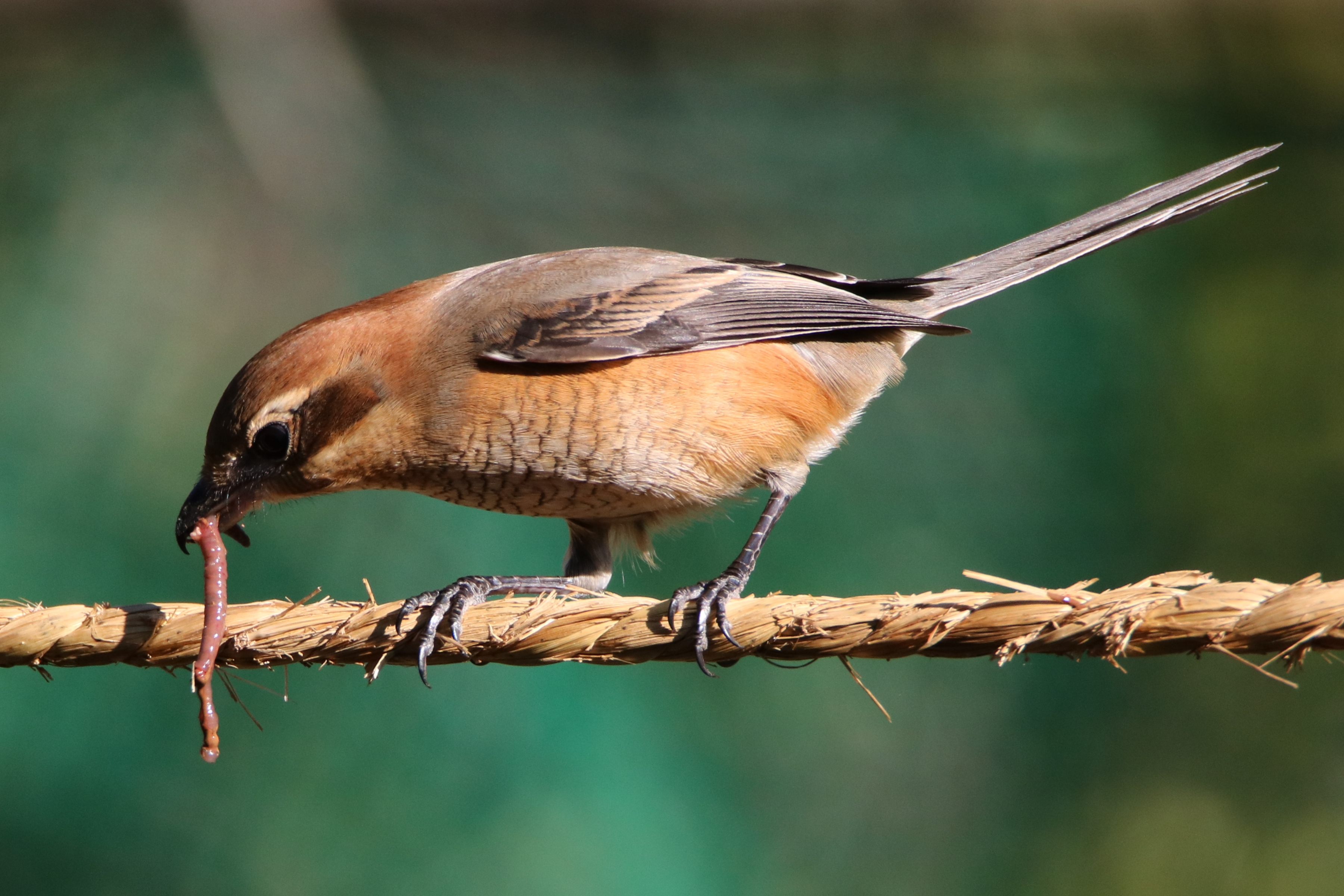
때까치 수컷 겨울깃

때까치(영어: Bull-headed Shrike)는 참새목 때까치과의 새이다. 주로 메뚜기, 풀무치, 장수말벌이나 등검은말벌, 땅벌 등의 곤충, 물고기, 새우, 들쥐 등을 잡아먹는다. 사냥하면 나뭇가지나 날카로운 가시 등에 먹이를 꽂아두는데, 이는 먹이를 저장하기 위한 것이다. 때까치속을 의미하는 Lanius는 학살자라는 의미이다. 먹이를 날카로운 다리와 부리로 잡아먹는 모습과 사나운 성격 때문에 붙여진 이름으로 추정한다. 주로 높은 소나무나 낮은 관목림의 가지 사이에 밥공기 모양의 집을 지으며, 4개에서 6개의 알을 낳는다.
1. ↑  Hooper, Rowan (2005년 1월 27일). “Bull-headed shrike” (미국 영어). 2023년 6월 30일에 확인함.